# Entephria fumidotata
Entephria fumidotata är en fjärilsart som beskrevs av Walker 1863. Entephria fumidotata ingår i släktet Entephria och familjen mätare. Inga underarter finns listade i Catalogue of Life.